# Episinus pictus
Episinus pictus är en spindelart som först beskrevs av Simon 1895.  Episinus pictus ingår i släktet Episinus och familjen klotspindlar.
Artens utbredningsområde är Singapore. Inga underarter finns listade i Catalogue of Life.